# Франс Тіммерманс
Франциск Корнеліс Герардус Марія «Франс» Тіммерманс (нід. Franciscus Cornelis Gerardus Maria «Frans» Timmermans; нар. 6 травня 1961, Маастрихт, Нідерланди) — нідерландський політик, колишній дипломат і державний службовець. Член Партії праці. Перший віцепрезидент Європейської комісії з 1 листопада 2014 року, Виконавчий віцепрезидент Єврокомісії з питань Європейського зеленого курсу з 1 грудня 2019 року. Європейський комісар з питань кращого регулювання, верховенства закону та Хартії основних прав під головуванням Жана-Клода Юнкера та Урсули фон дер Ляєн з 1 листопада 2014 до 30 листопада 2019 року. Міністр закордонних справ Нідерландів з 5 листопада 2012 до 17 жовтня 2014.

## Освіта
Закінчив Радбоуд університет Неймеген, вивчав французьку мову і літературу. У 1984–1985 рр. прослухав курс з європейського права в Університеті Нансі.

## Кар'єра
1987 року прийшов до МЗС, де пройшов підготовчий курс для дипломатів. У 1988–1990 рр.. працював у відділі МЗС з європейської інтеграції. 1990 року був призначений другим секретарем у посольстві Нідерландів в Москві. У середині 1990 рр.. працював заступником голови канцелярії міністра у справах співробітництва з Європейським союзом, у 1994–1995 рр.. — у команді члена Європейської комісії Ганса ван ден Брука, який займався питаннями зовнішньої політики ЄС. До 1998 року обіймав посаду радника та особистого секретаря Макса ван дер Стула, Верховного комісара у справах нацменшин Організації з безпеки і співробітництва в Європі.

## Політична діяльність
У 1985–1990 рр. був членом партії «Демократи 66», 1990 року вступив до Партії праці. У 1998–2007 і 2010–2012 рр.. — депутат парламенту від ПП, займався питанням зовнішньої політики, очолював постійний комітет з економічних питань і представляв палату депутатів у Європейському конвенті, що займався розробкою Європейської конституції. У лютому 2007 року був призначений статс-секретарем з європейських справ в уряді Яна Петера Балкененде, після відставки уряду 2010 року повернувся до парламенту.
З 5 листопада 2012 року до 17 жовтня 2014 — міністр закордонних справ в уряді Марка Рютте.
Франс Тіммерманс читав лекції як запрошений лектор у нідерландському інституті міжнародних відносин «Клінгендаль» і в нідерландському оборонному коледжі.

## Особисте життя
Одружений, має чотирьох дітей.
Тіммерманс є поліглотом; розмовляє нідерландською, лімбурзькою, німецькою, французькою, англійською, російською та італійською мовами.